# カポシュヴァール - フォニョード線
カポシュヴァール - フォニョード線（ハンガリー語: Kaposvár–Fonyód-vasútvonal）は、ハンガリー国鉄の鉄道線の名称である。路線番号は36。

## 運行形態
特別快速、快速、普通について説明する。

### 特急(Ex)
- フェニヴェシュ号：　ペーチ - カポシュヴァール - フォニョード - ケストヘイ　【夏季運行】
夏季限定で、一日1往復運行する。フォニョード以北は30号線に、カポシュヴァール以南は41号線に直通する。カポシュテュシュケヴァール - フォニョード間ノンストップ。
2022年度に運行を開始した。2023年度に限り区間特急(S)として運行していた。2023年度以前はカッポシュテュシュケヴァールを通過していた。

### 区間特急(S)
- カポシュヴァール → フォニョード → バラトンセントジェルジ　【夏季運行】
夏季限定で、一日片道1本運行する。フォニョード以北は30号線に直通する。カポシュテュシュケヴァール - フォニョード間ノンストップ。
過去の運行形態
2018年度以前は、一日1往復運行していた。春季・夏季と、秋季・冬季の休日には、カポシュヴァール以南41号線に直通し、ペーチまで運行していた。秋季・冬季の平日はカポシュヴァール発着となり、同一ダイヤの普通列車として運行していた。現在の快速と同じ停車駅であったが、上下ともパムクを通過していた他、タポルツァ方面に限り、カポシュテュシュケヴァールからレンジェルトーティまでノンストップであった。
2018年末に、タポルツァ方面も現在の快速停車駅（ただしパムク以外）に停車する様になった。
2020年末に、快速の設定により休止。
2024年度より、カポシュヴァール以北で夏季の北行のみ運行を再開。カポシュテュシュケヴァール - フォニョード間ノンストップとなった。

- 過去の運行系統
  - フォニョード→カポシュヴァール→ペーチ　【夏季の日曜運行】
片道1本のみ運行していた。途中、レンジェルトーティとカポシュテュシュケヴァールにのみ停車していた。また、土曜日にはペーチ→フォニョードの列車も運行していて、この列車は各駅停車であった。
2018年末に北行が、2020年末に南行が休止。

### 快速(IR)
- ヘリコン号：　(ペーチ - ) カポシュヴァール - フォニョード - ジェール
2時間に1本の運行。フォニョード以北は30号線に直通する。一日1往復に限り、カポシュヴァール以南41号線に直通する。また、北行1本に限り各駅に停車する。
2020年末に運行を開始した。当初は北行1本を除きヴァールダを通過していたが、2023年度より停車となった。

### 普通
- カポシュヴァール - フォニョード
一日4.5往復の運行。北行1本に限り、快速並の停車駅で運行する。
2020年以前は1.5-3時間に1本、平均して2時間に1本の運行して、快速相当の停車駅で運行される列車もあったが、快速の増発により大幅に減便された。

## 駅一覧
以下では、ハンガリー国鉄36号線の駅と営業キロ、停車列車、接続路線などを一覧表で示す。
- 種別
  - IR：快速
  - Sz：普通
- 停車駅
  - ■印：全列車停車
  - ●印：一部通過
  - ○印：一部停車
  - ｜印：全列車通過

| 路線名 | 駅名                         | 駅間営業キロ | 累計営業キロ | IR | Sz | 接続路線                                                                    | 所在地         | 所在地                         |
| ------ | ---------------------------- | ------------ | ------------ | -- | -- | --------------------------------------------------------------------------- | -------------- | ------------------------------ |
| 36     | カポシュヴァール駅           | -            | 0            | ■  | ■  | 35号線（シオーフォク方面） 41号線（ブダペスト方面、ジェーケーニェシュ方面） | フェイェール県 | セーケシュフェヘールヴァール郡 |
| 36     | カポシュテュシュケヴァール駅 | 3            | 3            | ■  | ■  |                                                                             | フェイェール県 | セーケシュフェヘールヴァール郡 |
| 36     | カポシュフュレド駅           | 5            | 8            | ○  | ●  |                                                                             | フェイェール県 | セーケシュフェヘールヴァール郡 |
| 36     | ヴァールダ駅                 | 4            | 12           | ■  | ■  |                                                                             | フェイェール県 | セーケシュフェヘールヴァール郡 |
| 36     | ショモジヤード駅             | 7            | 19           | ■  | ■  |                                                                             | フェイェール県 | セーケシュフェヘールヴァール郡 |
| 36     | オストパーン駅               | 4            | 23           | ■  | ■  |                                                                             | フェイェール県 | セーケシュフェヘールヴァール郡 |
| 36     | パムク駅                     | 6            | 29           | ■  | ■  |                                                                             | フェイェール県 | フォニョード郡                 |
| 36     | ショモジヴァール駅           | 3            | 32           | ■  | ■  |                                                                             | フェイェール県 | フォニョード郡                 |
| 36     | エレグラク駅                 | 3            | 35           | ■  | ■  |                                                                             | フェイェール県 | フォニョード郡                 |
| 36     | タタールヴァール駅           | 3            | 38           | ○  | ●  |                                                                             | フェイェール県 | フォニョード郡                 |
| 36     | レンジェルトーティ駅         | 3            | 41           | ■  | ■  |                                                                             | フェイェール県 | フォニョード郡                 |
| 36     | プスタベレーニ駅             | 3            | 44           | ○  | ●  |                                                                             | フェイェール県 | フォニョード郡                 |
| 36     | フォニョード駅               | 10           | 54           | ■  | ■  | 30号線（ブダペスト方面、ナジカニジャ方面）                                  | フェイェール県 | フォニョード郡                 |